# Elk Mound (thị trấn), Wisconsin
Elk Mound là một thị trấn thuộc quận Dunn, tiểu bang Wisconsin, Hoa Kỳ. Năm 2010, dân số của thị trấn này là 1.724 người.